# Carol Armstrong
Carol Armstrong (16 de mayo de 1955) es una académica, historiadora, crítica de arte, fotógrafa, y feminista estadounidense, que desarrolla actividades académicas y científicas en el "profesorado de historia", de la Universidad Yale, enseñando arte francés del siglo XIX, historia de la fotografía, historia y práctica de la crítica de arte, teoría feminista, y representaciones de mujeres y género en cultura visual.

## Educación
Defendió su tesis de Ph.D. (1986) por el Departamento de Arte y Arqueología, de la Universidad de Princeton.

## Carrera
Enseñó en la Universidad de California, Berkeley, donde fue Becaria Townsend, y recibió la tenencia en 1990. Y, posteriormente, se desempeñó como docente en el Centro de Graduados de la Universidad de la Ciudad de Nueva York. Y, en 1999, se unió como titular de la cátedra profesorado Doris Stevens de Estidios de la Mujer. Posteriormente, fue Directora del Programa en el Estudio de la Mujer y el Género de 2004 a 2007.
Luego, en 2007, se unió a la Facultad de Historia, de la Universidad Yale, donde fue profesora de Historia del Arte y Directora de Estudios de Pregrado en Historia del Arte. En Yale, también está afiliada a Estudios de Mujeres, Género y Sexualidad, Programa de Estudios de Cine y Medios, y el Departamento de Francés.
Ha comisariado exposiciones en:
- Museo J. Paul Getty,
- Museo de Arte de la Universidad de Princeton,
- The Drawing Center de Nueva York,
- Centro de Arte Británico de Yale,
- Galería Edgewood de la Escuela de Arte de la Universidad de Yale.[3]

## Honores

### Galardones y distinciones
- 1994: Guggenheim Fellowship.[8]

- 1993: galardón Charles Rufus Morey Book, por la College Arts Association, por su libro Odd Man Out: Readings of the Work and Reputation of Edgar Degas, publicado × la Universidad de Chicago Press.[9]

## Obra

### Algunas publicaciones
- Odd Man Out: Readings of the Work and Reputation of Edgar Degas (Odd Man Out: Lecturas de la obra y reputación de Edgar Degas), The University of Chicago Press, 1991. CAA Charles Rufus Morey Book Award 1993.[9] Republished as a paperback by Getty Research Center Publications in 2006.[10]

- Scenes in a Library: Reading the Photograph in the Book, 1843-1875, M.I.T. Press (October Books), otoño de 1998.[11]

- A Degas sketchbook (Bloc de dibujo de Degas), J Paul Getty Museum Publications, 2000.[12]

- Manet Manette, Yale University Press (London), 2002.[13]

- Ocean Flowers, The Drawing Center (New York) & Princeton University Press, primavera de 2004, coeditora y contribuyente.

- Cézanne in the Studio: Still Life in Watercolors, The J. Paul Getty Museum, 2004.[14]

- Women Artists at the Millennium, coeditor and contributor, October Books, The MIT Press 2006.[15]

- Degas: A Strange New Beauty, coauthor, Moma, 2016.[16]

- Line Into Color, Color Into Line: Helen Frankenthaler, Paintings 1962-1987, contribuyente, Gagosian/Rizzoli, 2017.[17]

### Proyectos curatoriales seleccionados
- 2001 Camera Women, Princeton University Art Museum.[18]

- 2004 Ocean Flowers: Impressions from Nature, The Drawing Center (New York).[19] and the Yale Center for British Art[20]

- 2004 Cézanne in the Studio: Still Life in Watercolors, The J. Paul Getty Museum.[14]
- 2013 Lunch with Olympia, co-curator, Yale University School of Art’s Edgewood Gallery.[21][22][23]